# Skákavka rudopásá
Skákavka rudopásá (Philaeus chrysops) je druh pavouka z čeledi skákavkovitých. Řadí se mezi největší skákavky, v Česku je to vůbec největší druh této čeledi. Jedná se o teplomilný druh vyskytující se v palearktické oblasti, včetně severní Afriky. V České republice je nepříliš hojný.
Dorůstá velikosti 7 až 12 milimetrů. Vyznačuje se výrazným pohlavním dimorfismem. Samci jsou nápadně zbarveni, hlavohruď je vyklenutá a leskle černá, zadeček je žlutočervený až rumělkově červený s černou podélnou páskou. Samice jsou mnohem větší než samci a nejsou tak výrazně zbarveny (převažuje šedohnědá barva), ale oproti samcům jsou podstatně chlupatější.
Skákavky rudopásé žijí na výslunných místech především skalnatých a kamenitých biotopů. Samci předvádějí samici zásnubní tanec se zdviženýma předníma nohama. Vajíčka kladou do zámotků na rostliny, pod kameny nebo do prázdných ulit.